# جوليان بالمييري
جوليان بالمييري (7 ديسمبر 1986 بليون في فرنسا - ) (بالفرنسية: Julian Palmieri)‏ هو لاعب كرة قدم فرنسي في مركز الوسط. شارك مع منتخب كورسيكا لكرة القدم. أما مع النوادي، فقد لعب مع نادي إستر ونادي باريس ونادي باستيا ونادي كروتوني ونادي ليل ونادي ميتز.

## روابط خارجية
- جوليان بالمييري على موقع رابطة كرة القدم الفرنسية للمحترفين (الإنجليزية)
- جوليان بالمييري على موقع قاعدة بيانات كرة القدم.إي يو (الإنجليزية)
- جوليان بالمييري على موقع ليكيب (الفرنسية)
- جوليان بالمييري على موقع Soccerway.com (الإنجليزية)
- جوليان بالمييري على موقع AS.com (الإسبانية)